# Hope (Fahrradkomponenten)
Hope Technologie Ltd. ist ein britischer Hersteller von Fahrradkomponenten mit Sitz in Barnoldswick in der Grafschaft Lancashire. Die Firma ist bekannt für besonders hochwertige Bremsen, Naben, Innenlager, Kettenblätter und Beleuchtung und hat ihren Schwerpunkt im Mountainbike-Bereich.

## Geschichte
Ian Weatherill und Simon Sharp waren begeisterte Trail-Motorradfahrer und arbeiteten beide bei Rolls-Royce Aerospace. 1989 verließen sie die Firma und gründeten IPCO, eine eigene Werkzeugfabrik. IPCO lieferte Werkzeuge für den lokalen Flugzeugbau. Unzufrieden mit den Cantilever-Bremsen an ihren MTBs beschlossen die beiden Ingenieure zusammen mit ihrem Techniker Owen Hardisty eigene Bremsen zu entwickeln.
Nach zwei Jahren Entwicklung an Fahrradteilen beschlossen die Gründer ihre Firma in Hope Technology umzubenennen und brachten 1991 die ersten Scheibenbremsen und Naben auf den Markt. Die mechanische Scheibenbremse war das erste Produkt, mit dem Hope auf den Markt kam.
Hope produziert seine Teile vor Ort in Lancashire mit einem Stab von 140 Mitarbeitern.

## Produkte
Hope stellt Komponenten vor allem für den gehobenen Mountainbike-Bereich her. Zu den Innovationen von Hope gehört ein Freilaufkörper, der die breitbandige XX1-Kassette von SRAM aufnehmen kann. Sie folgen dem Trend hin zur 1×11- oder 1×12-Schaltung im MTB-Bereich, die besonders große Ritzel auf dem Freilauf erfordern.
2003 baute Hope den Prototyp eines Downhill-Rades. Das Projekt wandelte sich zu einem Kinderrad und später einem Enduro-MTB. 2017 stellte die Firma mit dem HB-160 das erste eigene seriengefertigte Carbon-Komplettrad vor.